# Station Tanjungrasa

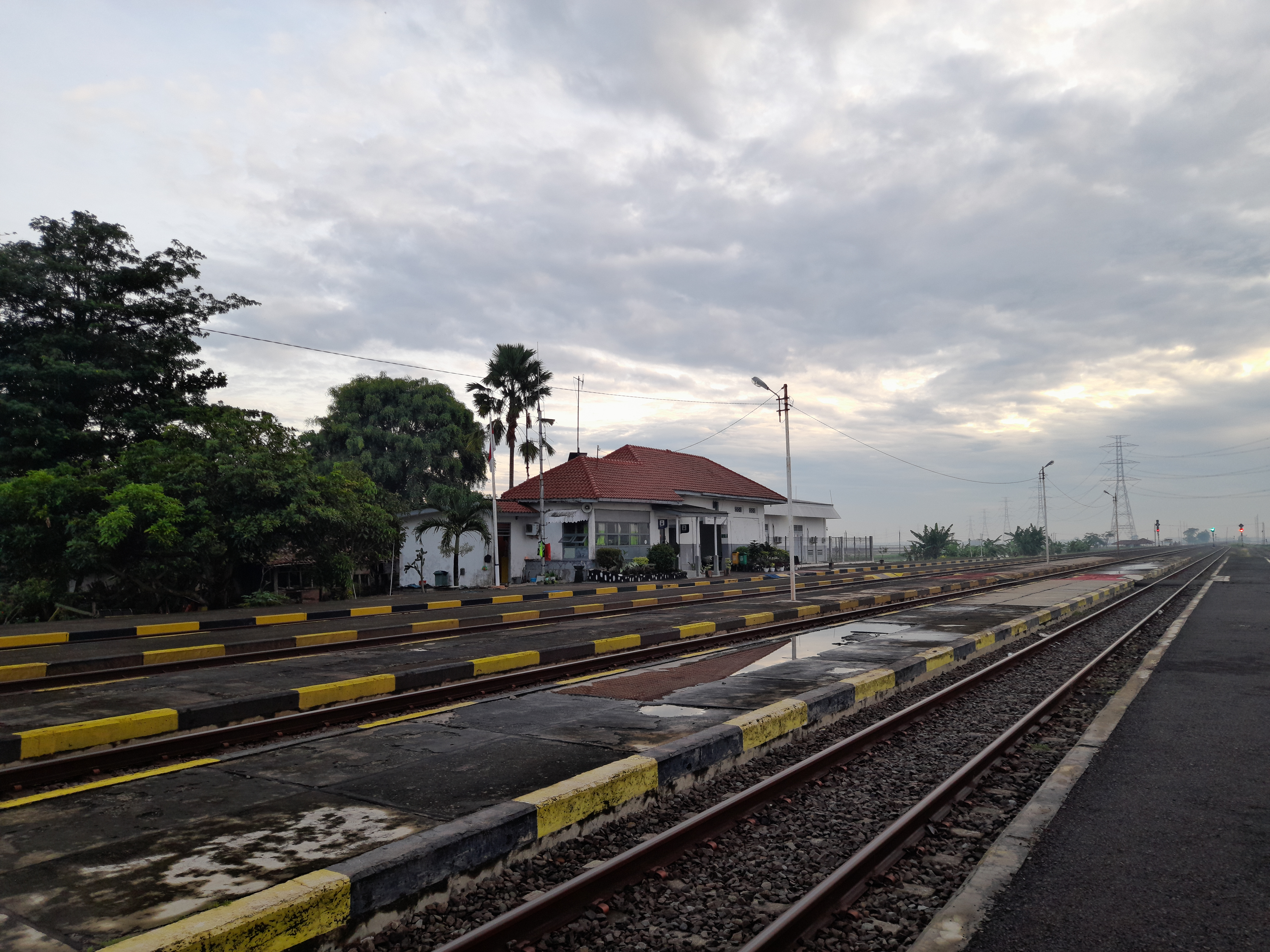
station Tanjungrasa

Tanjungrasa is een spoorwegstation in de Indonesische provincie West-Java.